# Топчян, Эдуард Степанович (дирижёр)
Эдуард Степанович Топчян (арм. Էդուարդ Ստեփանի Թոփչյան; род. 6 мая 1971 года, Ереван) — армянский дирижёр. Заслуженный деятель искусств Республики Армения (2006).

## Биография
Учился в Ереванской государственной консерватории им. Комитаса. Дебютировал как дирижёр во главе камерного оркестра «Серенада», созданного в 1991 году студентами консерватории. С 2000 года руководитель и главный дирижёр Государственного филармонического оркестра Армении. Под его руководством ГФОА был в турне по таким странам, как Германия, Россия, Япония, Чехия, Кипр, ОАЭ, Швейцария, Австрия, Словакия.
С 2007 года он является главным дирижёром и художественным руководителем (совместно с Александром Чаушяном) ежегодного Ереванского международного музыкального фестиваля.
В качестве приглашенного дирижёра выступал с 46 оркестрами, включая Королевский филармонический оркестр, оркестр Штутгартской оперы, Гюрцених-оркестр, оркестр Франкфуртской оперы, оркестр Мекленбургского государственного театра, Немецкий государственный филармонический оркестр Рейнланд-Пфальца, оркестр Венецианского театра «Ла Фениче», Российский национальный оркестр, оркестр Брюссельской оперы, Национальный оркестр Радио Румынии, оркестр Оперы Монте-Карло, Симфонический оркестр Пасадены, Симфонический оркестр Карнтнера театра Клагенфурта, Национальный симфонический оркестр Израиля, лиссабонский оркестр Гюльбекяна, Южнокорейский филармонический оркестр, Немецкий камерный филармонический оркестр Бремена, Римский симфонический оркестр, Литовский национальный симфонический оркестр.

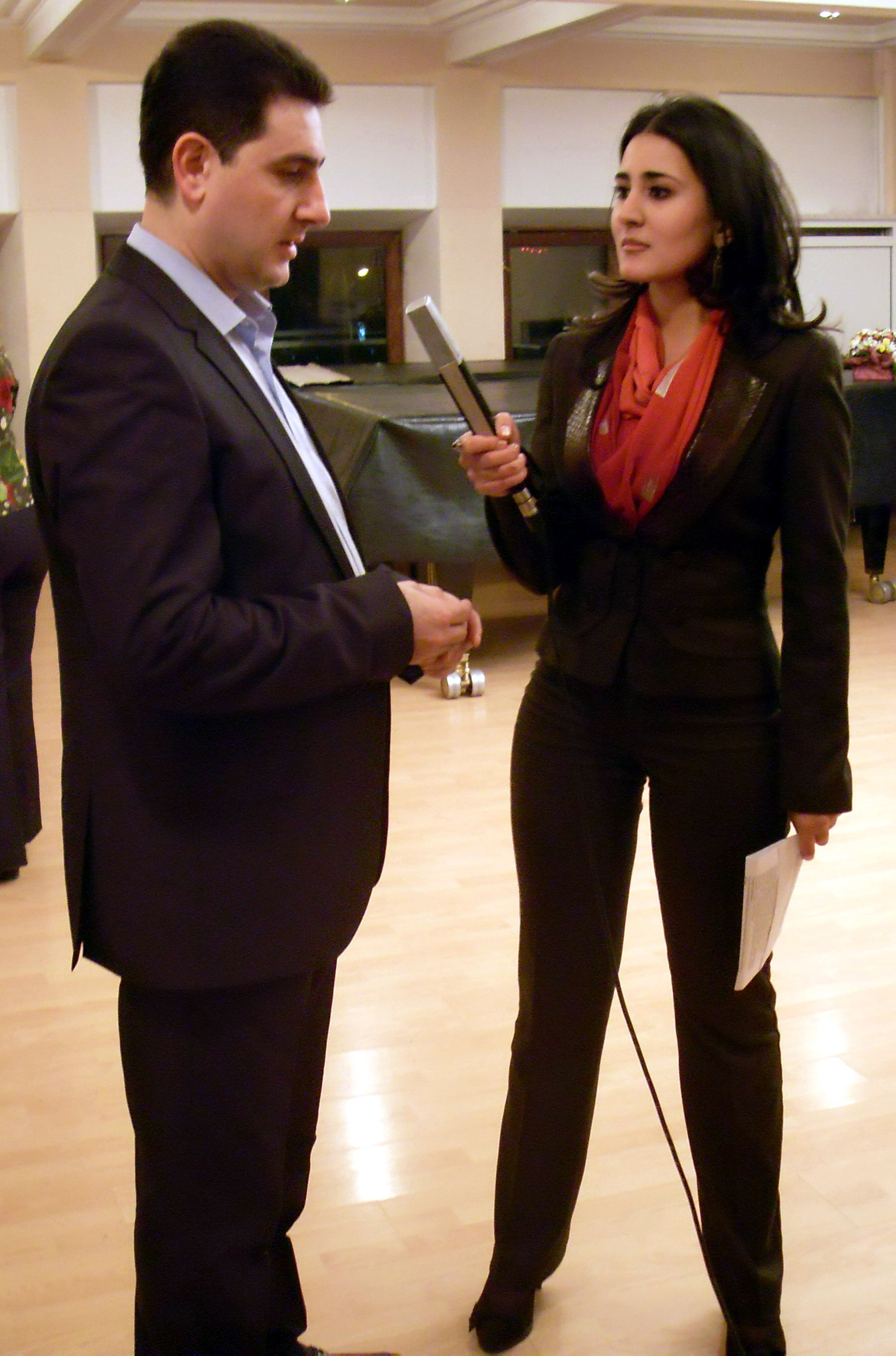
Эдуард Топчян даёт интервью журналистке Первого канала Армении

Эдуард Топчян выступал со следующими артистами: Пласидо Доминго, Пинхас Цукерман, Ренато Брусон, Джузеппе Джакомини, Сергей Ларин, Владимир Чернов, Винченцо Ла Скола, Райна Кабайванска, Миша Майский, Наталья Гутман, Стивен Иссерлис, Давид Герингас, Юрий Башмет, Гидон Кремер, Ким Кашкашян, Димут Поппен, Эммануэль Паю, Тибор Варга, Радован Владкович, Сергей Накаряков, Борис Березовский, Сергей Хачатрян, Юлия Фишер, Изабель Фауст, Дайшин Кашимото, Сергей Бабаян, Константин Лифшиц, Франсуа-Жоэль Тиолье, Пол Майер, Яна Бушкова, Алексей Любимов, Бернд Глемзер, Бернард Рингесен и многими другими.

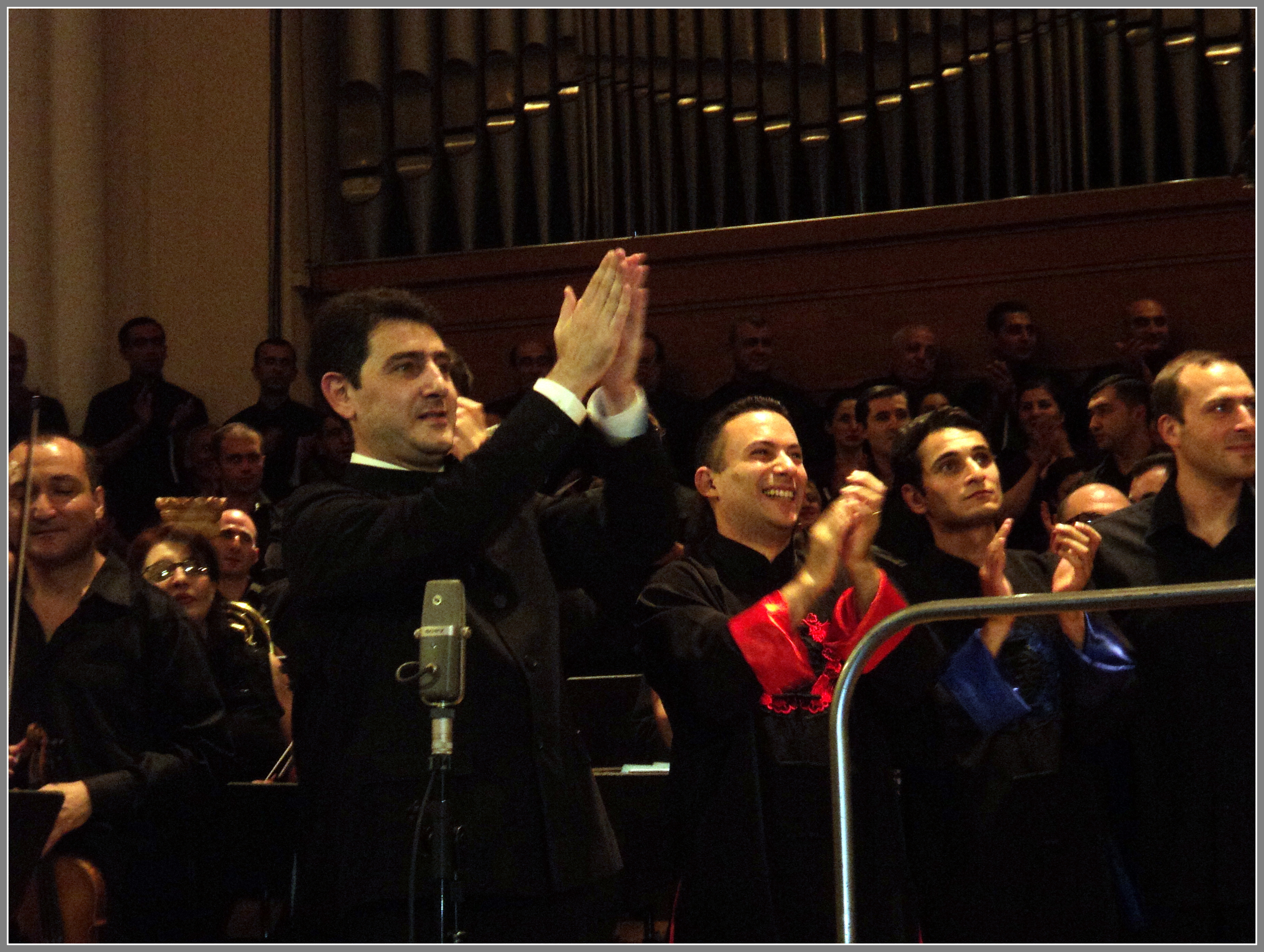

Эдуард Топчян и его оркестр исполняли оперы «Аида», «Севильский цирюльник», «Табакерка», «Мадам Баттерфлай», «Турандот», «Симон Бокканегра», «Риголетто», «Паяцы» и другие.
На данный момент с Эдуардом Топчяном записано 9 компакт-дисков с симфонической музыкой и инструментальными концертами. 2 диска было записано в 2013 году с фортепьянными концертами Моцарта и Бетховена для OEHMS и Sony Classical Records.

## Награды
- Медаль «За заслуги перед Отечеством» II степени (2016 год) — за значительный вклад в сферу музыкального искусства, а также в связи с 90-летием Национального филармонического оркестра Армении[1][2].
- Заслуженный деятель искусств Республики Армения (2006 год).
- Почётный знак «За заслуги в развитии культуры и искусства» (19 мая 2016 года, Межпарламентская ассамблея СНГ) — за значительный вклад в формирование и развитие общего культурного пространства государств — участников Содружества Независимых Государств, в реализацию идей сотрудничества в сфере культуры и искусства[3]
- Золотая медаль Министерства культуры Армении (2011 год)
- Золотая медаль мэра Еревана (2014 год) — за популяризацию классической музыки и за значимый вклад в культурной жизни Еревана[4]
- Кавалер ордена «За заслуги перед Итальянской Республикой» (2 июня 2013 года)[5].

## Признание
- Классический музыкант года по результатам конкурса «Люди года 2013» по версии журнала LUXURY[6].